# جيري ألدريدغ
جيري ألدريدغ (بالإنجليزية: Jerry Aldridge)‏ هو لاعب كرة قدم أمريكية أمريكي، ولد في 17 سبتمبر 1956 في جاكسونفيل في الولايات المتحدة.

## وصلات خارجية
- جيري ألدريدغ على موقع مرجع كرة القدم المحترفة.كوم (الإنجليزية)